# Jérusalem (roman)
Pour les articles homonymes, voir Jérusalem.
Jérusalem (titre original : Jerusalem) est le second roman d'Alan Moore. Composé de 3 parties de 11 chapitres chacune, encadrées par un prélude et par un postlude, ce roman met en avant la ville natale de l'auteur, Northampton (Midlands de l'Est, Angleterre), et plus particulièrement le quartier des Boroughs.

## Résumé

### Prélude: Work in progress
- Février 1959. Alma Warren, alors âgée de 5 ans, rêve qu'elle se trouve, en compagnie de son jeune frère Mickaël et de sa mère Doreen, dans une boutique où travaillent quatre menuisiers vêtus de robes blanches, et d'un contremaître à capuche : il s'agit du "Trèbe (le Troisième Borough) et ses angles". Alma comprend que les menuisiers construisent quelque chose qui porte le nom de Porthimoth Di Norhan et qui s'apparente à une sorte de tribunal. Il est également question d'une Enquête Vernall, qui serait « une sorte de commission décidant des caniveaux, angles, murs et bords du monde ».
- Début de l'année 2005. Mickaël vient d'être victime d'un accident du travail à l'usine où il travaille. À la suite d'un choc à la tête, de nombreux souvenirs étranges lui sont revenus en mémoire concernant la fois où, à l'âge de trois ans, il a failli mourir, étouffé par une pastille contre la toux. Croyant devenir fou, il fait part de ses souvenirs à sa sœur : le gang des enfants morts, Mansoul, le Destructeur, etc. À la suite de cet entretien, Alma, qui ne croit pas que son frère "perde la boule", envisage de réaliser une série de tableaux inspirés de ses souvenirs.
- 27 mai 2006. Mick se rend à l'exposition de sa sœur qui a lieu dans la garderie de Castle Hill.

### Livre 1: Les Boroughs

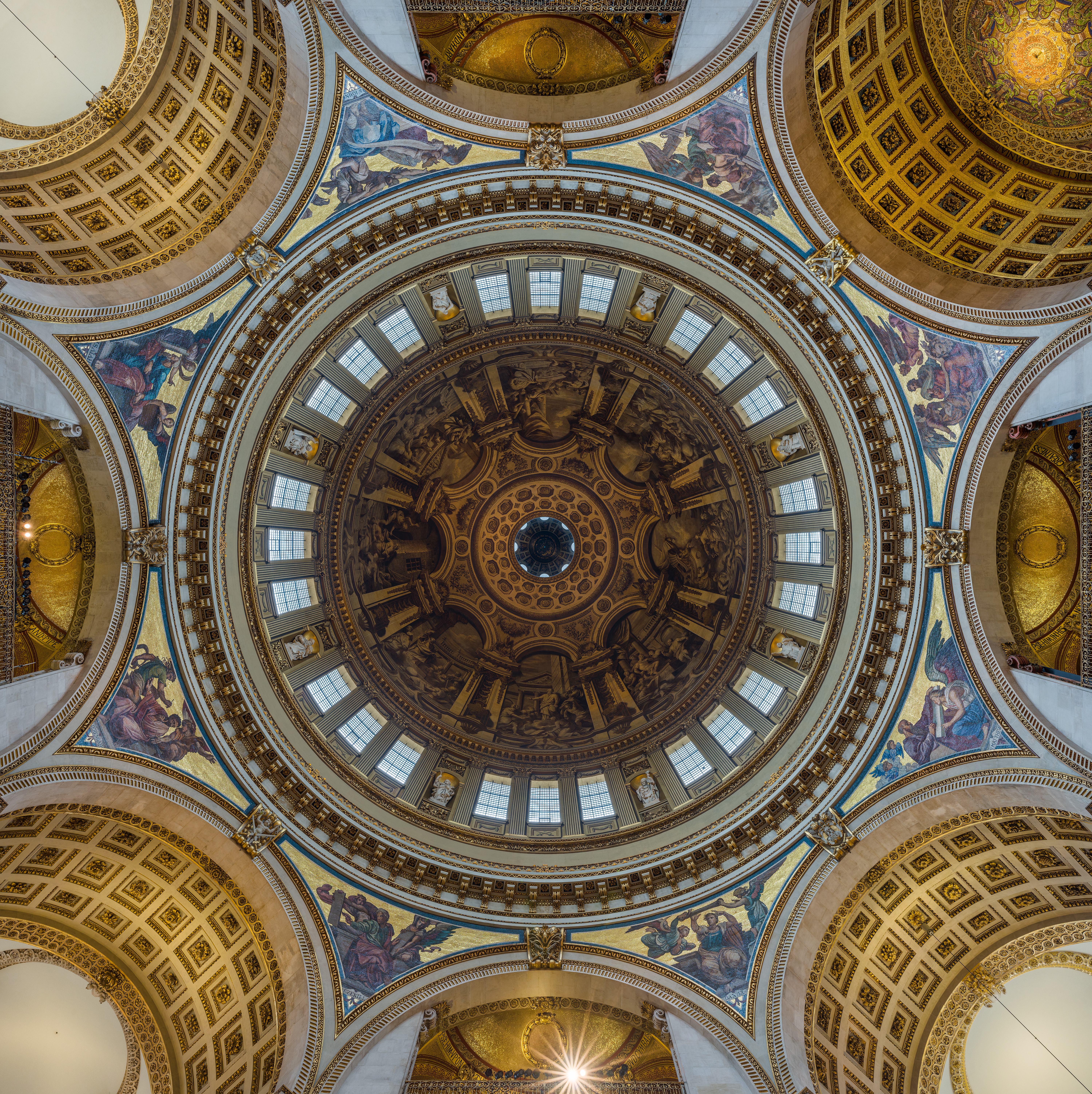
Le dôme de la cathédrale Saint-Paul de Londres

Une nuée d'angles : 7 octobre 1865. Ernest Vernall travaille à la Cathédrale Saint-Paul de Londres où il restaure une fresque du dôme réalisée par Sir James Thornhill. Monté sur la nacelle d'un échafaudage, à plus de 60 mètres de hauteur, il s'attèle à la restauration d'un ange quand, soudainement, celui-ci se met à bouger puis à lui parler.
Injonction au désir : Vendredi 27 mai 2006. Marla Stiles, une jeune métisse, passe une partie de l'après-midi à tenter de se prostituer et gagner de quoi acheter du crack. Le soir, alors qu'elle se trouve dans Scarletwell Street, une voiture s'arrête près d'elle.
Les sans-abri : Vendredi 27 mai 2006. Freddy Allen, un SDF mort depuis 40 ans, passe sa journée à errer dans le Northampton de différentes époques. Le soir, il se rend à l'Académie de billard, assister à une partie de trillard des Maîtres Bâtisseurs.

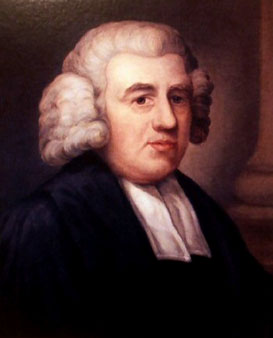
John Newton

Une croix à l'endroit : An 810. Peter, un moine bénédictin de Medeshamstede arrive à Hamtun (Northampton) après avoir traversé une partie du monde depuis la Palestine. Il a pour mission d'y remettre un talisman en forme de croix qu'il transporte dans un sac en toile.
Les temps modernes : 1909. Sir Francis Drake, acteur jouant le rôle de l'Ivrogne dans le Mumming Birds de Fred Karno, se tient devant le Palais des variétés, en attendant de monter sur scène.  Il fait la connaissance de May Warren et de sa toute jeune fille May, rencontre qui le frappe par son étrangeté.
Aveugle, maintenant je vois : 1909. Henry George, dit "Black Charley", est un ancien esclave du Texas émigré au Royaume-Uni. Il apprend que son chant religieux préféré, Amazing Grace, a été écrit par un homme originaire des environs de Northampton, John Newton. Il décide de partir sur ses traces.
Atlantis : 27 mai 2006. Benedict Perrit est un poète raté au chômage et qui, après s'être séparé de sa femme, est retourné vivre chez sa mère. Ce 27 mai, comme les autres jours, il passe son temps dans les pubs et à errer en ville.
Fais ce qui te chante : 10 mars 1889. Lambeth. Alors que sa femme est sur le point d'accoucher de leur premier enfant en pleine rue, John "Snowy" Vernall escalade le mur le plus proche et se perche sur un toit dominant Lambeth Walk.
La brise qui dérange son tablier : 1908. May Warren accouche chez elle de son premier enfant, avec l'aide de la matrone, Ms. Gibbs. Elle donne naissance à une fille, May, décrite comme étant d'une "beauté effrayante". En 1909, au lendemain d'un promenade avec sa mère à Beckett's Park, la petite May Warren, alors âgée de 18 mois, tombe malade : elle est prise de toux et éprouve des difficultés à respirer. Le médecin diagnostique une diphtérie. La petite May finit par succomber à la maladie. La veille de son enterrement, Ms. Gibbs vient soutenir la mère.
Entendez cet air joyeux ! : 1953. Devant St. Edmund's Hospital, Tommy Warren fume cigarette après cigarette tandis que sa femme Doreen est sur le point de donner naissance à leur premier enfant. Alors qu'il se tient là, il entend Whispering Grass joué au piano, air qui lui rappelle le jour où sa cousine Audrey est devenue folle et a été emmenée à l'asile St. Crispin.
En travers de la gorge : 2005. Mick Warren est victime d'un accident du travail à l'usine où il compacte des bidons métalliques. À la suite de cet accident, tous les souvenirs de ce qui s'est passé lorsqu'il a failli s'étouffer avec une pastille contre la toux à l'âge de 3 ans, resurgissent. À commencer par la fillette au cardigan rose et à l'écharpe de lapins morts qui l'accueille là-haut.

### Livre 2: Mansoul

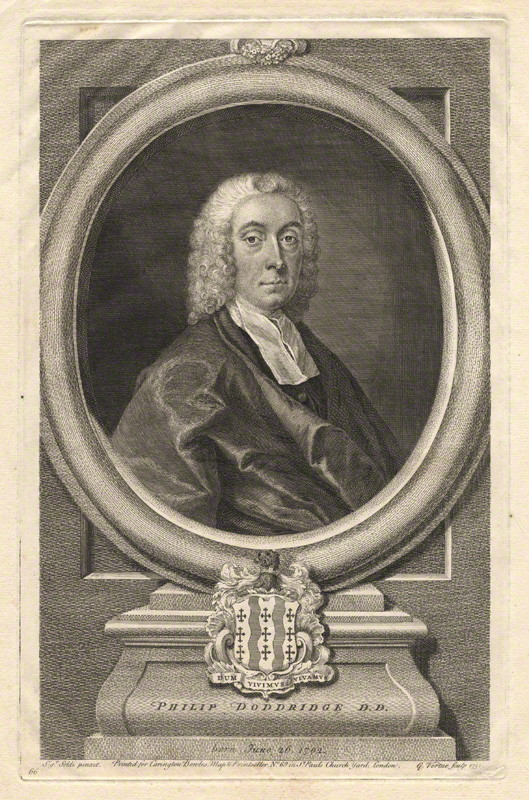
Philip Doddridge

L'en-haut : Mick quitte l'En-Bas pour l'En-Haut, le deuxième Borough appelé Mansoul. Il y est accueilli par Phyllis Painter, une jeune fille morte, qui décide de l'emmener au Chantier afin que les bâtisseurs l'examinent. En route, Mick s'égare et fait la rencontre d'Asmodée, un diable.
Un vol d'Asmodée : Asmodée emmène Mickaël dans l'En-Bas, trois ou quatre jours après sa mort, en échange d'un service que le garçon pourrait lui rendre plus tard. Il y découvre que dans le futur l'enfant est encore en vie. Sachant cela, Asmodée souhaite l'utiliser afin qu'il tue quelqu'un dans une quarantaine d'années.
Des lapins : Après s'être rendue compte que Mickaël s'est égaré, Phyllis fait appel aux autres membres du Gang des enfantômes : Marjorie, Reggie, Bill et John. Ensemble, ils découvrent que l'enfant a été emmené par Asmodée. Avec Ms. Gibbs, ils tendent un piège au démon et parviennent à s'en débarrasser.
Le puits écarlate : Les enfants, passés dans la jointure fantôme, croisent Black Charley, qui les informe que Mickaël joue un rôle important dans le Porthimoth Di Norhan des bâtisseurs et que sa présence ici est à l'origine d'une querelle entre deux d'entre eux. Il les prévient également qu'à la suite de cette querelle une tempête fantôme est sur le point d'éclater. Les enfants s'enfuient précipitamment en creusant un passage vers le futur.
Flatland : Le Gang des enfantômes arrive dans les années 2005/2006. Dans St. Andrew's Road, Mickaël se rend compte que la maison dans laquelle il a grandi a été détruite. Horrifié, il rejette la faute sur Phyllis, lui reprochant notamment de l'avoir amené là et s'enfuit. Il est finalement retrouvé par Bill et Reggie.
Le combat des esprits : Dans le Mansoul de 1959, les enfants assistent au combat entre les bâtisseurs Uriel et Mike. Ils remontent ensuite une heure dans le passé afin de voir la partie de trillard à l'origine de ce combat et qui est liée à la mort de Mickaël. Décidant de retourner voir Ms. Gibbs, ils font un détour par le Moyen-Âge et arrivent dans Hazelrigg House où se trouve Oliver Cromwell.
Des épées qui ne dorment jamais : 13 juin 1645. Les enfants voient Oliver Cromwell écrire une lettre à sa femme à la veille de la bataille de Naseby contre les royalistes de Charles Ier, puis  s'entretenir avec Henry Ireton. Ensuite, ils remontent Marefair jusqu'au Black Lion et veulent revenir en 1959, mais creusent trop loin et arrivent dans les années 2025. Ils y voient Kaff, la sainte, qui travaille à l'annexe de St. Peter pour aider les prostituées et les réfugiés de l'Est.
Esprits malins et réfractaires : Septembre 1675. Les enfants assistent au Grand Incendie de Northampton, provoqué par deux Salamandres, des esprits du feu qui ont l'apparence de femmes nues aux cheveux enflammés. Puis, ils se rendent dans Doddridge Church où ils retrouvent Ms. Gibbs et Mr. Doddridge. Celui-ci affirme que Mickaël est essentiel à l'achèvement du Porthimoth Di Norhan et pour cela, il est impératif, une fois revenu à la vie, qu'il se souvienne de ses aventures à Mansoul.

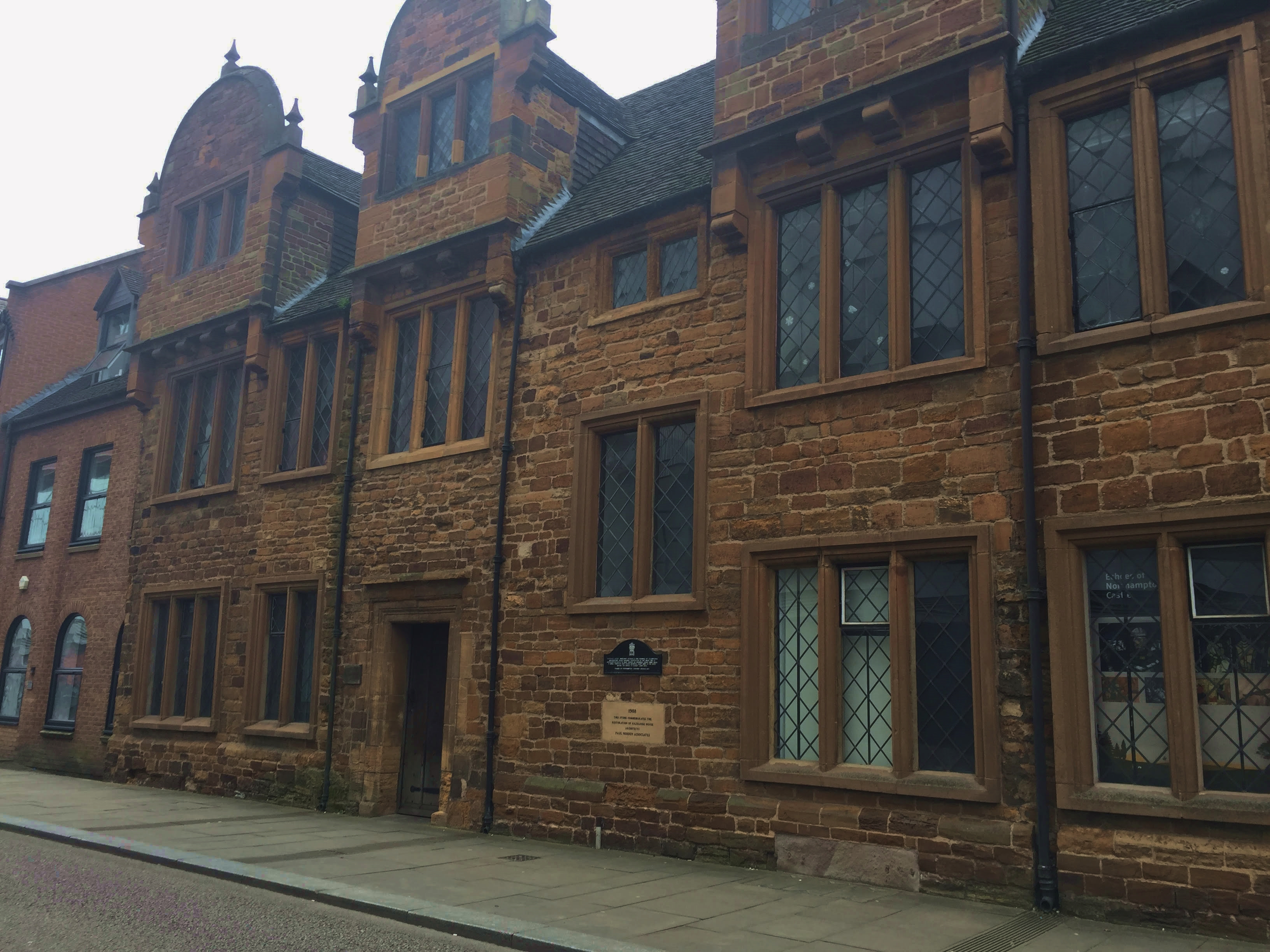
Hazelrigg House à Northampton

Les arbres n'ont pas besoin de savoir : Le gang des enfantômes emprunte l'Ultracanal pour se rendre à l'hôpital St. Crispin de Berrywood pour y cueillir les Galutins que Phyllis avait repérés plus tôt. Une fois sur place, le gang comprend que quasiment tous les Galutins ont disparu.
Mondes interdits : Bill est persuadé que le gang doit provoquer ou être à l'origine de l'accident de Mickaël en 2005 afin que celui-ci se souvienne de Mansoul. Il part donc en compagnie de Mickaël, Marjorie et Reggie en 2005. À l'usine de compactage, ils trouvent des bidons dont l'un d'eux possède une étiquette presque décollée. En tournant très vite autour du bidon, l'étiquette se détache. De retour en 2006, du côté de Bath Street, le Gang des enfantômes assiste au viol d'une jeune prostituée métisse. Les enfants partent à la recherche de Freddy Allen afin qu'il intervienne.
Le Destructeur : Les enfants se rendent dans le Mansoul de 2006 afin que Mickaël puisse voir à quoi ressemble le Destructeur dans l'En-haut (un maelstrom d'un kilomètre et demi de circonférence en feu et qui absorbe toute la vie des gens). Ensuite, ils retournent dans le Mansoul de 1959 afin que Mickaël puisse retourner dans l'En-bas et donc revenir à la vie.

### Livre 3: L'enquête Vernall
Nuages dépliés : Ce chapitre constitue un panorama d'une part de l'ensemble des protagonistes du roman et, d'autre part, des évènements les concernant décrits dans les premier et troisième livres.
De bon matin : 26 mai 2006. La veille de son exposition, Alma Warren se rend dans les Boroughs à pied. Elle passe notamment à la garderie de Castle Hill afin de vérifier que toutes les peintures de son exposition prévue le lendemain sont en place.
Battre la campagne : Entre 1932 et 1982. Lucia Joyce est résidente à l'hôpital psychiatrique St. Andrew's. Elle possède la faculté de se rendre aussi bien dans son passé que dans son futur et de transiter du monde terrestre à un monde supérieur et magique. Alors qu'elle se promène dans le jardin, elle croise, entre autres, John Clare, J.K. Stephen (en), Ogden Whitney, Malcolm Arnold, Violet Gibson, Audrey Vernall et Dusty Springfield. Le chapitre est un hommage à la langue de James Joyce.
D'or brûlant : 27 mai 2006. Roman Thompson sort, avec son compagnon Dean, de la garderie où se tient l'exposition d'Alma Warren. Il passe alors en revue sa vie : son enfance de cambrioleur, sa propension à la violence, son mariage raté, son coming-out, etc.
Poutres et chevrons : Récits parallèles de la vie de Henry George, dit Black Charley, d'un côté et de Bernard Daniels et de son fils David de l'autre.
Sur les marches d'All Saints : Tandis que leur fille Audrey s'est enfermée dans leur maison jouant Whispering Grass (en) sans discontinuer, Celia et John Vernall vont s'asseoir sur les marches d'All Saints Church en attendant qu'elle s'arrête. Éclate alors entre eux une querelle à laquelle assistent des morts éberlués : John Clare, John Bunyan, Samuel Beckett, etc.
Des fleurs plein la bouche : John "Snowy" Vernall et sa petite-fille May parcourent l'avenue-temps de Mansoul afin d'en déterminer les limites.
Piégé : 26 mai 2006. Alors que sa femme est partie en virée avec des amies, Jim Cockie, un ancien conseiller municipal de la ville, arpente les Boroughs à la recherche d'un pub où boire une pinte de bière. Cette marche est l'occasion pour lui de revenir sur son activité de conseiller et les choix qu'il a faits pour le quartier.
La croix dans le mur : 26 mai 2006. Robert Goodman est chargé par Alma Warren de monter un dossier relatif aux liens entre William Blake et les Boroughs. À la manière d'un détective privé, il part à la recherche d'informations.
Le Jolly Smokers : 26 mai 2006. Denis, un sans abri de 20 ans, se rend chez Kenny, un dealer. Après avoir tous les deux consommé de la drogue, ils se retrouvent dans l'En-haut, au Jolly Smokers.
Allez voir cette maudite : 26 mai 2006. Sur un parking, à l'arrière d'une voiture, Marla est violée par Derek Warner. Au même moment, Fred Allen traverse les Boroughs pour intervenir et sauver la jeune femme.

### Postlude: L'insigne du maire
27 mai 2006. Mick parcourt l'exposition de sa sœur Alma à la garderie de Castle Hill et analyse chacune des œuvres exposées.

## Personnages

### La famille Vernall

#### Arbre généalogique
|                          |                          |                          |                          |                          |                          |  |  |  |  |             |             |             |             |             |             |  |  |  |  |  |  |                         |                         |                         |                         |                         |                         |            |            |                       |                       |                       |                       |                       |                       |                       |                       |                       |                       |                       |                       |              |              |                             |                             |                             |                             |                             |                             |                |                |                         |                         |                         |                         |                         |                         |                                    |                                    |                                    |                                    |                                    |                                    |                       |                       |  |  |               |               |                          |                          |                          |                          | John Vernall                 |                              |                              |                              |                              |                              |       |       |                |                |                |                |                |                |                        |                        |                        |                        |                        |                        |                   |                   |                   |                   |                   |                   |  |  |  |  |  |  |  |  |                   |                   |                   |                   |                   |                   |  |  |  |  |
|                          |                          |                          |                          |                          |                          |  |  |  |  |             |             |             |             |             |             |  |  |  |  |  |  |                         |                         |                         |                         |                         |                         |            |            |                       |                       |                       |                       |                       |                       |                       |                       |                       |                       |                       |                       |              |              |                             |                             |                             |                             |                             |                             |                |                |                         |                         |                         |                         |                         |                         |                                    |                                    |                                    |                                    |                                    |                                    |                       |                       |  |  |               |               |                          |                          |                          |                          |                              |                              |                              |                              |                              |                              |       |       |                |                |                |                |                |                |                        |                        |                        |                        |                        |                        |                   |                   |                   |                   |                   |                   |  |  |  |  |  |  |  |  |                   |                   |                   |                   |                   |                   |  |  |  |  |
|                          |                          |                          |                          |                          |                          |  |  |  |  |             |             |             |             |             |             |  |  |  |  |  |  |                         |                         |                         |                         |                         |                         |            |            |                       |                       |                       |                       |                       |                       |                       |                       |                       |                       |                       |                       |              |              |                             |                             |                             |                             |                             |                             |                |                |                         |                         |                         |                         |                         |                         |                                    |                                    |                                    |                                    |                                    |                                    |                       |                       |  |  |               |               |                          |                          |                          |                          | Ernest Vernall (1833 - 1882) | Ernest Vernall (1833 - 1882) | Ernest Vernall (1833 - 1882) | Ernest Vernall (1833 - 1882) | Ernest Vernall (1833 - 1882) | Ernest Vernall (1833 - 1882) |       |       |                |                |                |                |                |                |                        |                        | Anne Vernall           | Anne Vernall           | Anne Vernall           | Anne Vernall           | Anne Vernall      | Anne Vernall      |                   |                   |                   |                   |  |  |  |  |  |  |  |  |                   |                   |                   |                   |                   |                   |  |  |  |  |
|                          |                          |                          |                          |                          |                          |  |  |  |  |             |             |             |             |             |             |  |  |  |  |  |  |                         |                         |                         |                         |                         |                         |            |            |                       |                       |                       |                       |                       |                       |                       |                       |                       |                       |                       |                       |              |              |                             |                             |                             |                             |                             |                             |                |                |                         |                         |                         |                         |                         |                         |                                    |                                    |                                    |                                    |                                    |                                    |                       |                       |  |  |               |               |                          |                          |                          |                          | Ernest Vernall (1833 - 1882) | Ernest Vernall (1833 - 1882) | Ernest Vernall (1833 - 1882) | Ernest Vernall (1833 - 1882) | Ernest Vernall (1833 - 1882) | Ernest Vernall (1833 - 1882) |       |       |                |                |                |                |                |                |                        |                        | Anne Vernall           | Anne Vernall           | Anne Vernall           | Anne Vernall           | Anne Vernall      | Anne Vernall      |                   |                   |                   |                   |  |  |  |  |  |  |  |  |                   |                   |                   |                   |                   |                   |  |  |  |  |
|                          |                          |                          |                          |                          |                          |  |  |  |  |             |             |             |             |             |             |  |  |  |  |  |  |                         |                         |                         |                         |                         |                         |            |            |                       |                       |                       |                       |                       |                       |                       |                       |                       |                       |                       |                       |              |              |                             |                             |                             |                             |                             |                             |                |                |                         |                         |                         |                         |                         |                         |                                    |                                    |                                    |                                    |                                    |                                    |                       |                       |  |  |               |               |                          |                          |                          |                          |                              |                              |                              |                              |                              |                              |       |       |                |                |                |                |                |                |                        |                        |                        |                        |                        |                        |                   |                   |                   |                   |                   |                   |  |  |  |  |  |  |  |  |                   |                   |                   |                   |                   |                   |  |  |  |  |
|                          |                          |                          |                          |                          |                          |  |  |  |  |             |             |             |             |             |             |  |  |  |  |  |  |                         |                         |                         |                         |                         |                         |            |            |                       |                       |                       |                       |                       |                       |                       |                       |                       |                       |                       |                       |              |              |                             |                             |                             |                             |                             |                             |                |                |                         |                         |                         |                         |                         |                         |                                    |                                    |                                    |                                    |                                    |                                    |                       |                       |  |  |               |               |                          |                          |                          |                          |                              |                              |                              |                              |                              |                              |       |       |                |                |                |                |                |                |                        |                        |                        |                        |                        |                        |                   |                   |                   |                   |                   |                   |  |  |  |  |  |  |  |  |                   |                   |                   |                   |                   |                   |  |  |  |  |
|                          |                          |                          |                          |                          |                          |  |  |  |  |             |             |             |             |             |             |  |  |  |  |  |  |                         |                         |                         |                         |                         |                         |            |            |                       |                       |                       |                       |                       |                       |                       |                       |                       |                       |                       |                       |              |              |                             |                             | Louisa Vernall              | Louisa Vernall              | Louisa Vernall              | Louisa Vernall              | Louisa Vernall | Louisa Vernall |                         |                         |                         |                         |                         |                         | John "Snowy" Vernall (1863 - 1926) | John "Snowy" Vernall (1863 - 1926) | John "Snowy" Vernall (1863 - 1926) | John "Snowy" Vernall (1863 - 1926) | John "Snowy" Vernall (1863 - 1926) | John "Snowy" Vernall (1863 - 1926) |                       |                       |  |  |               |               | Thursa Vernall ( - 1950) | Thursa Vernall ( - 1950) | Thursa Vernall ( - 1950) | Thursa Vernall ( - 1950) | Thursa Vernall ( - 1950)     | Thursa Vernall ( - 1950)     |                              |                              |                              |                              |       |       |                |                |                |                |                |                |                        |                        |                        |                        |                        |                        | Appelinna Vernall | Appelinna Vernall | Appelinna Vernall | Appelinna Vernall | Appelinna Vernall | Appelinna Vernall |  |  |  |  |  |  |  |  | Messenger Vernall | Messenger Vernall | Messenger Vernall | Messenger Vernall | Messenger Vernall | Messenger Vernall |  |  |  |  |
|                          |                          |                          |                          |                          |                          |  |  |  |  |             |             |             |             |             |             |  |  |  |  |  |  |                         |                         |                         |                         |                         |                         |            |            |                       |                       |                       |                       |                       |                       |                       |                       |                       |                       |                       |                       |              |              |                             |                             | Louisa Vernall              | Louisa Vernall              | Louisa Vernall              | Louisa Vernall              | Louisa Vernall | Louisa Vernall |                         |                         |                         |                         |                         |                         | John "Snowy" Vernall (1863 - 1926) | John "Snowy" Vernall (1863 - 1926) | John "Snowy" Vernall (1863 - 1926) | John "Snowy" Vernall (1863 - 1926) | John "Snowy" Vernall (1863 - 1926) | John "Snowy" Vernall (1863 - 1926) |                       |                       |  |  |               |               | Thursa Vernall ( - 1950) | Thursa Vernall ( - 1950) | Thursa Vernall ( - 1950) | Thursa Vernall ( - 1950) | Thursa Vernall ( - 1950)     | Thursa Vernall ( - 1950)     |                              |                              |                              |                              |       |       |                |                |                |                |                |                |                        |                        |                        |                        |                        |                        | Appelinna Vernall | Appelinna Vernall | Appelinna Vernall | Appelinna Vernall | Appelinna Vernall | Appelinna Vernall |  |  |  |  |  |  |  |  | Messenger Vernall | Messenger Vernall | Messenger Vernall | Messenger Vernall | Messenger Vernall | Messenger Vernall |  |  |  |  |
|                          |                          |                          |                          |                          |                          |  |  |  |  |             |             |             |             |             |             |  |  |  |  |  |  |                         |                         |                         |                         |                         |                         |            |            |                       |                       |                       |                       |                       |                       |                       |                       |                       |                       |                       |                       |              |              |                             |                             |                             |                             |                             |                             |                |                |                         |                         |                         |                         |                         |                         |                                    |                                    |                                    |                                    |                                    |                                    |                       |                       |  |  |               |               |                          |                          |                          |                          |                              |                              |                              |                              |                              |                              |       |       |                |                |                |                |                |                |                        |                        |                        |                        |                        |                        |                   |                   |                   |                   |                   |                   |  |  |  |  |  |  |  |  |                   |                   |                   |                   |                   |                   |  |  |  |  |
|                          |                          |                          |                          |                          |                          |  |  |  |  |             |             |             |             |             |             |  |  |  |  |  |  |                         |                         |                         |                         |                         |                         |            |            |                       |                       |                       |                       |                       |                       |                       |                       |                       |                       |                       |                       |              |              |                             |                             |                             |                             |                             |                             |                |                |                         |                         |                         |                         |                         |                         |                                    |                                    |                                    |                                    |                                    |                                    |                       |                       |  |  |               |               |                          |                          |                          |                          |                              |                              |                              |                              |                              |                              |       |       |                |                |                |                |                |                |                        |                        |                        |                        |                        |                        |                   |                   |                   |                   |                   |                   |  |  |  |  |  |  |  |  |                   |                   |                   |                   |                   |                   |  |  |  |  |
|                          |                          |                          |                          |                          |                          |  |  |  |  |             |             |             |             |             |             |  |  |  |  |  |  |                         |                         | Tom Warren              | Tom Warren              | Tom Warren              | Tom Warren              | Tom Warren | Tom Warren |                       |                       |                       |                       |                       |                       | May Vernall (1889 - ) | May Vernall (1889 - ) | May Vernall (1889 - ) | May Vernall (1889 - ) | May Vernall (1889 - ) | May Vernall (1889 - ) |              |              | Cora Vernall (1892 - )      | Cora Vernall (1892 - )      | Cora Vernall (1892 - )      | Cora Vernall (1892 - )      | Cora Vernall (1892 - )      | Cora Vernall (1892 - )      |                |                | Jim Vernall             | Jim Vernall             | Jim Vernall             | Jim Vernall             | Jim Vernall             | Jim Vernall             |                                    |                                    |                                    |                                    |                                    |                                    |                       |                       |  |  |               |               |                          |                          |                          |                          |                              |                              | Célia                        | Célia                        | Célia                        | Célia                        | Célia | Célia |                |                |                |                |                |                | John Vernall (1896 - ) | John Vernall (1896 - ) | John Vernall (1896 - ) | John Vernall (1896 - ) | John Vernall (1896 - ) | John Vernall (1896 - ) |                   |                   |                   |                   |                   |                   |  |  |  |  |  |  |  |  |                   |                   |                   |                   |                   |                   |  |  |  |  |
|                          |                          |                          |                          |                          |                          |  |  |  |  |             |             |             |             |             |             |  |  |  |  |  |  |                         |                         | Tom Warren              | Tom Warren              | Tom Warren              | Tom Warren              | Tom Warren | Tom Warren |                       |                       |                       |                       |                       |                       | May Vernall (1889 - ) | May Vernall (1889 - ) | May Vernall (1889 - ) | May Vernall (1889 - ) | May Vernall (1889 - ) | May Vernall (1889 - ) |              |              | Cora Vernall (1892 - )      | Cora Vernall (1892 - )      | Cora Vernall (1892 - )      | Cora Vernall (1892 - )      | Cora Vernall (1892 - )      | Cora Vernall (1892 - )      |                |                | Jim Vernall             | Jim Vernall             | Jim Vernall             | Jim Vernall             | Jim Vernall             | Jim Vernall             |                                    |                                    |                                    |                                    |                                    |                                    |                       |                       |  |  |               |               |                          |                          |                          |                          |                              |                              | Célia                        | Célia                        | Célia                        | Célia                        | Célia | Célia |                |                |                |                |                |                | John Vernall (1896 - ) | John Vernall (1896 - ) | John Vernall (1896 - ) | John Vernall (1896 - ) | John Vernall (1896 - ) | John Vernall (1896 - ) |                   |                   |                   |                   |                   |                   |  |  |  |  |  |  |  |  |                   |                   |                   |                   |                   |                   |  |  |  |  |
|                          |                          |                          |                          |                          |                          |  |  |  |  |             |             |             |             |             |             |  |  |  |  |  |  |                         |                         |                         |                         |                         |                         |            |            |                       |                       |                       |                       |                       |                       |                       |                       |                       |                       |                       |                       |              |              |                             |                             |                             |                             |                             |                             |                |                |                         |                         |                         |                         |                         |                         |                                    |                                    |                                    |                                    |                                    |                                    |                       |                       |  |  |               |               |                          |                          |                          |                          |                              |                              |                              |                              |                              |                              |       |       |                |                |                |                |                |                |                        |                        |                        |                        |                        |                        |                   |                   |                   |                   |                   |                   |  |  |  |  |  |  |  |  |                   |                   |                   |                   |                   |                   |  |  |  |  |
|                          |                          |                          |                          |                          |                          |  |  |  |  |             |             |             |             |             |             |  |  |  |  |  |  |                         |                         |                         |                         |                         |                         |            |            |                       |                       |                       |                       |                       |                       |                       |                       |                       |                       |                       |                       |              |              |                             |                             |                             |                             |                             |                             |                |                |                         |                         |                         |                         |                         |                         |                                    |                                    |                                    |                                    |                                    |                                    |                       |                       |  |  |               |               |                          |                          |                          |                          |                              |                              |                              |                              |                              |                              |       |       |                |                |                |                |                |                |                        |                        |                        |                        |                        |                        |                   |                   |                   |                   |                   |                   |  |  |  |  |  |  |  |  |                   |                   |                   |                   |                   |                   |  |  |  |  |
| May Warren (1908 - 1909) | May Warren (1908 - 1909) | May Warren (1908 - 1909) | May Warren (1908 - 1909) | May Warren (1908 - 1909) | May Warren (1908 - 1909) |  |  |  |  | Albert Good | Albert Good | Albert Good | Albert Good | Albert Good | Albert Good |  |  |  |  |  |  | Louisa Warren (1909 - ) | Louisa Warren (1909 - ) | Louisa Warren (1909 - ) | Louisa Warren (1909 - ) | Louisa Warren (1909 - ) | Louisa Warren (1909 - ) |            |            |                       |                       | Doreen Swan ( - 1995) | Doreen Swan ( - 1995) | Doreen Swan ( - 1995) | Doreen Swan ( - 1995) | Doreen Swan ( - 1995) | Doreen Swan ( - 1995) |                       |                       |                       |                       |              |              | Thomas Warren (1917 - 1990) | Thomas Warren (1917 - 1990) | Thomas Warren (1917 - 1990) | Thomas Warren (1917 - 1990) | Thomas Warren (1917 - 1990) | Thomas Warren (1917 - 1990) |                |                | Walter Warren (1919 - ) | Walter Warren (1919 - ) | Walter Warren (1919 - ) | Walter Warren (1919 - ) | Walter Warren (1919 - ) | Walter Warren (1919 - ) |                                    |                                    | Jack Warren ( - 1945)              | Jack Warren ( - 1945)              | Jack Warren ( - 1945)              | Jack Warren ( - 1945)              | Jack Warren ( - 1945) | Jack Warren ( - 1945) |  |  | Franck Warren | Franck Warren | Franck Warren            | Franck Warren            | Franck Warren            | Franck Warren            |                              |                              |                              |                              |                              |                              |       |       | Audrey Vernall | Audrey Vernall | Audrey Vernall | Audrey Vernall | Audrey Vernall | Audrey Vernall |                        |                        |                        |                        |                        |                        |                   |                   |                   |                   |                   |                   |  |  |  |  |  |  |  |  |                   |                   |                   |                   |                   |                   |  |  |  |  |
| May Warren (1908 - 1909) | May Warren (1908 - 1909) | May Warren (1908 - 1909) | May Warren (1908 - 1909) | May Warren (1908 - 1909) | May Warren (1908 - 1909) |  |  |  |  | Albert Good | Albert Good | Albert Good | Albert Good | Albert Good | Albert Good |  |  |  |  |  |  | Louisa Warren (1909 - ) | Louisa Warren (1909 - ) | Louisa Warren (1909 - ) | Louisa Warren (1909 - ) | Louisa Warren (1909 - ) | Louisa Warren (1909 - ) |            |            |                       |                       | Doreen Swan ( - 1995) | Doreen Swan ( - 1995) | Doreen Swan ( - 1995) | Doreen Swan ( - 1995) | Doreen Swan ( - 1995) | Doreen Swan ( - 1995) |                       |                       |                       |                       |              |              | Thomas Warren (1917 - 1990) | Thomas Warren (1917 - 1990) | Thomas Warren (1917 - 1990) | Thomas Warren (1917 - 1990) | Thomas Warren (1917 - 1990) | Thomas Warren (1917 - 1990) |                |                | Walter Warren (1919 - ) | Walter Warren (1919 - ) | Walter Warren (1919 - ) | Walter Warren (1919 - ) | Walter Warren (1919 - ) | Walter Warren (1919 - ) |                                    |                                    | Jack Warren ( - 1945)              | Jack Warren ( - 1945)              | Jack Warren ( - 1945)              | Jack Warren ( - 1945)              | Jack Warren ( - 1945) | Jack Warren ( - 1945) |  |  | Franck Warren | Franck Warren | Franck Warren            | Franck Warren            | Franck Warren            | Franck Warren            |                              |                              |                              |                              |                              |                              |       |       | Audrey Vernall | Audrey Vernall | Audrey Vernall | Audrey Vernall | Audrey Vernall | Audrey Vernall |                        |                        |                        |                        |                        |                        |                   |                   |                   |                   |                   |                   |  |  |  |  |  |  |  |  |                   |                   |                   |                   |                   |                   |  |  |  |  |
|                          |                          |                          |                          |                          |                          |  |  |  |  |             |             |             |             |             |             |  |  |  |  |  |  |                         |                         |                         |                         |                         |                         |            |            |                       |                       |                       |                       |                       |                       |                       |                       |                       |                       |                       |                       |              |              |                             |                             |                             |                             |                             |                             |                |                |                         |                         |                         |                         |                         |                         |                                    |                                    |                                    |                                    |                                    |                                    |                       |                       |  |  |               |               |                          |                          |                          |                          |                              |                              |                              |                              |                              |                              |       |       |                |                |                |                |                |                |                        |                        |                        |                        |                        |                        |                   |                   |                   |                   |                   |                   |  |  |  |  |  |  |  |  |                   |                   |                   |                   |                   |                   |  |  |  |  |
|                          |                          |                          |                          |                          |                          |  |  |  |  |             |             |             |             |             |             |  |  |  |  |  |  |                         |                         |                         |                         |                         |                         |            |            |                       |                       |                       |                       |                       |                       |                       |                       |                       |                       |                       |                       |              |              |                             |                             |                             |                             |                             |                             |                |                |                         |                         |                         |                         |                         |                         |                                    |                                    |                                    |                                    |                                    |                                    |                       |                       |  |  |               |               |                          |                          |                          |                          |                              |                              |                              |                              |                              |                              |       |       |                |                |                |                |                |                |                        |                        |                        |                        |                        |                        |                   |                   |                   |                   |                   |                   |  |  |  |  |  |  |  |  |                   |                   |                   |                   |                   |                   |  |  |  |  |
|                          |                          |                          |                          |                          |                          |  |  |  |  |             |             |             |             |             |             |  |  |  |  |  |  |                         |                         |                         |                         |                         |                         |            |            | Alma Warren (1953 - ) | Alma Warren (1953 - ) | Alma Warren (1953 - ) | Alma Warren (1953 - ) | Alma Warren (1953 - ) | Alma Warren (1953 - ) |                       |                       |                       |                       | Cathy Devlin          | Cathy Devlin          | Cathy Devlin | Cathy Devlin | Cathy Devlin                | Cathy Devlin                |                             |                             |                             |                             |                |                | Mickaël Warren          | Mickaël Warren          | Mickaël Warren          | Mickaël Warren          | Mickaël Warren          | Mickaël Warren          |                                    |                                    |                                    |                                    |                                    |                                    |                       |                       |  |  |               |               |                          |                          |                          |                          |                              |                              |                              |                              |                              |                              |       |       |                |                |                |                |                |                |                        |                        |                        |                        |                        |                        |                   |                   |                   |                   |                   |                   |  |  |  |  |  |  |  |  |                   |                   |                   |                   |                   |                   |  |  |  |  |
|                          |                          |                          |                          |                          |                          |  |  |  |  |             |             |             |             |             |             |  |  |  |  |  |  |                         |                         |                         |                         |                         |                         |            |            | Alma Warren (1953 - ) | Alma Warren (1953 - ) | Alma Warren (1953 - ) | Alma Warren (1953 - ) | Alma Warren (1953 - ) | Alma Warren (1953 - ) |                       |                       |                       |                       | Cathy Devlin          | Cathy Devlin          | Cathy Devlin | Cathy Devlin | Cathy Devlin                | Cathy Devlin                |                             |                             |                             |                             |                |                | Mickaël Warren          | Mickaël Warren          | Mickaël Warren          | Mickaël Warren          | Mickaël Warren          | Mickaël Warren          |                                    |                                    |                                    |                                    |                                    |                                    |                       |                       |  |  |               |               |                          |                          |                          |                          |                              |                              |                              |                              |                              |                              |       |       |                |                |                |                |                |                |                        |                        |                        |                        |                        |                        |                   |                   |                   |                   |                   |                   |  |  |  |  |  |  |  |  |                   |                   |                   |                   |                   |                   |  |  |  |  |
|                          |                          |                          |                          |                          |                          |  |  |  |  |             |             |             |             |             |             |  |  |  |  |  |  |                         |                         |                         |                         |                         |                         |            |            |                       |                       |                       |                       |                       |                       |                       |                       |                       |                       |                       |                       |              |              |                             |                             |                             |                             |                             |                             |                |                |                         |                         |                         |                         |                         |                         |                                    |                                    |                                    |                                    |                                    |                                    |                       |                       |  |  |               |               |                          |                          |                          |                          |                              |                              |                              |                              |                              |                              |       |       |                |                |                |                |                |                |                        |                        |                        |                        |                        |                        |                   |                   |                   |                   |                   |                   |  |  |  |  |  |  |  |  |                   |                   |                   |                   |                   |                   |  |  |  |  |
|                          |                          |                          |                          |                          |                          |  |  |  |  |             |             |             |             |             |             |  |  |  |  |  |  |                         |                         |                         |                         |                         |                         |            |            |                       |                       |                       |                       |                       |                       |                       |                       |                       |                       |                       |                       |              |              |                             |                             |                             |                             |                             |                             |                |                |                         |                         |                         |                         |                         |                         |                                    |                                    |                                    |                                    |                                    |                                    |                       |                       |  |  |               |               |                          |                          |                          |                          |                              |                              |                              |                              |                              |                              |       |       |                |                |                |                |                |                |                        |                        |                        |                        |                        |                        |                   |                   |                   |                   |                   |                   |  |  |  |  |  |  |  |  |                   |                   |                   |                   |                   |                   |  |  |  |  |
|                          |                          |                          |                          |                          |                          |  |  |  |  |             |             |             |             |             |             |  |  |  |  |  |  |                         |                         |                         |                         |                         |                         |            |            |                       |                       |                       |                       |                       |                       |                       |                       | Jack Warren           | Jack Warren           | Jack Warren           | Jack Warren           | Jack Warren  | Jack Warren  |                             |                             |                             |                             |                             |                             |                |                |                         |                         | Joseph Warren           | Joseph Warren           | Joseph Warren           | Joseph Warren           | Joseph Warren                      | Joseph Warren                      |                                    |                                    |                                    |                                    |                       |                       |  |  |               |               |                          |                          |                          |                          |                              |                              |                              |                              |                              |                              |       |       |                |                |                |                |                |                |                        |                        |                        |                        |                        |                        |                   |                   |                   |                   |                   |                   |  |  |  |  |  |  |  |  |                   |                   |                   |                   |                   |                   |  |  |  |  |

## Accueil francophone
Les recensions sont à peu près unanimes dans l'admiration,,,,,,,,.
- « Jérusalem est le point de convergence de plusieurs livres que j’avais en tête. Je voulais écrire sur le quartier d’où je viens, sur l’histoire de ma famille, et aussi sur une idée qui me préoccupe de plus en plus : l’éternalisme. Ça veut dire que chaque seconde est éternelle, que notre vie est infinie. Le problème avec moi, c’est que je tends à croire que j’ai tout inventé, donc j’ai cru que j’avais inventé l’éternalisme. » [10].
- « Jérusalem est un monument littéraire dressé par Alan Moore à la gloire de Northampton, sa ville natale. Une somme de personnages et d’histoires entrelacées, recoupées, imbriquées sur plus de mille ans et mille deux cents pages. Un roman-monde non linéaire, combinant un fantastique original avec la représentation drôle, lyrique et réaliste d’un quartier populaire. Alan Moore arrive à donner au temps une épaisseur quasi physique qui rend impossible d’oublier ces rues et ces working-class heroes voués à la disparition par le postmodernisme libéral-travailliste. » [11].
- « Avec Jérusalem, Alan Moore donne une clé de voûte et un accomplissement basilical à une œuvre de conteur visionnaire entamée il y a près de cinquante ans, à Northampton, ombilic magique et épicentre oublié de l’histoire anglaise. »[12]